# Aleksandr Briulov
Aleksandr Pávlovich Briulov o Brulov (en ruso: Александр Павлович Брюллов, escrito Brulleau hasta 1822, cuando el apellido de la familia fue modificado de acuerdo a la pronunciación rusa) (29 de noviembre de 1798-9 de enero de 1877) fue un artista ruso asociado con la última fase del neoclasicismo.

## Biografía
Aleksándr Briulov nació en San Petersburgo en el seno de una familia de artistas franceses: su bisabuelo, abuelo, padre y hermanos (incluyendo a Karl Briulov) fueron artistas. En sus primeros años fue educado por su propio padre, Pável Briulov (o Paul Brulleau). Asistió a clases de arquitectura en la Academia Imperial de las Artes entre 1810-20, y se graduó con honores. Junto con su hermano Karl, fue enviado a Europa Occidental para estudiar arte y arquitectura, como un beneficiario de la Sociedad para la Promoción de Artistas.
Briulov permaneció ocho años fuera de Rusia (entre 1822-30), en Italia, Alemania y Francia, estudiando arquitectura y arte. Al tiempo, se dedicaba a pintar retratos en acuarela. Entre los mejores retratos de este periodo, se pueden destacar los de Vasili Alekséyevich Perovski (1824), C. P. Bakúnina (1830-1832), Ioannis Kapodistrias (1820), C. I. y Zagryázhskaya (1820).
En 1831, luego de su regreso a Rusia, fue obtuvo una plaza como profesor de la Academia Imperial de las Artes y fue por esta época que creó sus mejores proyectos arquitectónicos. Entre otros, diseñó y construyó en San Petersburgo: El Teatro Mijáilovski (ahora Teatro Maly, 1831-33), la Iglesia Luterana de San Pedro y San Pablo en la avenida Nevski (1833-38), el Observatorio de Púlkovo (1834-1839), la sede del Puesto de Guardia de la Plaza del Palacio (1837-1843).  Además, fue uno de los principales arquitectos de la reconstrucción del Palacio de Invierno después del incendio de 1837. Diseñó muchos interiores llamativos en este palacio, incluyendo, la Sala Pompei, la Habitación de Malaquita y la Sala Blanca, dando diferentes estilos a cada una en una muestra de eclecticismo.
Briulov fue también un talentoso pintor. Una de sus mejores pinturas fue el retrato de Natalia Goncharova-Púshkina (1831), esposa del poeta Aleksandr Pushkin. Briulov además realizó ilustraciones para libros y revistas.